# Marian Lulias
Marian Lulias (zm. 12 marca 1503) – dominikanin i biskup sufragan krakowski.
Urodził się w Zwoleniu w królestwie węgierskim i z pochodzenia był Słowakiem. Wstąpił do zakonu dominikanów i odbył studia teologiczne w Bolonii, uzyskując tytuł magisterski. Zasłynął jako kaznodzieja i poliglota, oprócz ojczystego słowackiego znał także węgierski, polski, niemiecki i łacinę. Dwukrotnie (1492–94 i 1496–98) był przeorem konwentu krakowskiego.
24 stycznia 1499 papież Aleksander VI mianował go tytularnym biskupem Laodycei i biskupem pomocniczym (sufraganem) w diecezji krakowskiej. Został bardzo bliskim współpracownikiem i spowiednikiem ówczesnego biskupa ordynariusza krakowskiego, kardynała Fryderyka Jagiellończyka. Zmarł kilka dni przed śmiercią kardynała.
Późniejsza tradycja zakonna przypisała mu pełnienie funkcji inkwizytora diecezji krakowskiej, co jednak nie ma potwierdzenia w źródłach współczesnych i ze względów chronologicznych jest bardzo mało prawdopodobne.